# Koleraepidemin i Köpenhamn 1853
Kolerapeidemin i Köpenhamn i juni till oktober  1853 var en del av den tredje kolerapandemin. Den resulterade i omkring 4000 dödsoffer i Köpenhamn, och spred sig också till omgivande städer. Den resulterade i det slutgiltiga rivandet av stadens fortifikationer och installerande av ett fungerande avloppssystem. 